# Llancatal

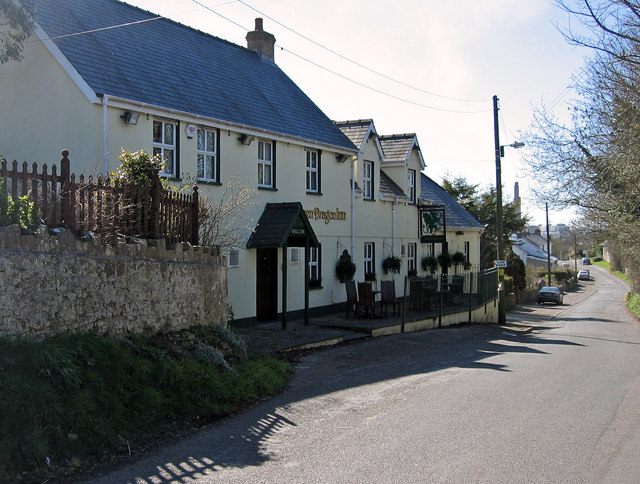
Pub Green Dragon

Llancatal (en anglès Llancadle) és una vil·la rural situada al county borough de Bro Morgannwg, a Gal·les. Es troba al costat de l'Aeroport Internacional de Cardiff, l'únic d'aquest tipus que es troba a Gal·les. Hi ha un pub anomenat Green Dragon Inn al nord de la vil·la. Entre 1870 i 1872, el periodista John Marius Wilson va descriure Llancatal com a poblet de la parròquia de Llancarvan.